# Marma
Marma – miejscowość (tätort) w Szwecji, w regionie administracyjnym (län) Uppsala, w gminie Älvkarleby.
Według danych Szwedzkiego Urzędu Statystycznego liczba ludności wyniosła: 324 (31 grudnia 2015), 305 (31 grudnia 2018) i 327 (31 grudnia 2019).